# Zemelpolder
Het waterschap Zemelpolder was een waterschap in de gemeente Lisse, in de Nederlandse provincie Zuid-Holland. De polder was ook bekend onder de naam De Hemelpolder. De polder werd bemaald door de Zemelmolen.
Het waterschap was verantwoordelijk voor de vervening, drooglegging en later de waterhuishouding in de polder.